# The Normal Album
The Normal Album — третий студийный альбом американского музыканта Уилла Вуда, выпущенный 10 июля 2020 года на лейбле Say-10 records. Он был спродюсирован Джонатаном Майсто, который также спродюсировал его первый альбом Everything is a Lot. Альбом был частично профинансирован за счет краудфандинговой кампании, которая достигла своей цели в первый же день.

## Фон
В 2016 году Уилл Вуд начал проходить лечение от биполярного расстройства второго типа. Это улучшило его психическое состояние, что привело к тому, что он стал по-другому подходить к написанию песен, черпая из этого вдохновение.
Во время работы над своим третьим альбомом Вуд начал адаптировать другой образ мышления по сравнению со своими предыдущими проектами. Ссылаясь на зрелость, более сильные навыки и финансирование в качестве причин, он применил новые методы написания и сочинения, сосредоточившись на теме конформизма.
Песни альбома были в основном написаны на фортепиано, и эти записи были адаптированы группой Вуда. В интервью Bleeding Cool Вуд назвал Green Day своим самым большим мелодическим влиянием. Он также заявил о намерении заняться Фолк-музыкой после The Normal Album, который стал "In case I make it,".
Альбом был частично профинансирован краудфандинговой кампанией на Indiegogo, а также подписчиками страницы Уилла Вуда на Patreon. Кампания на Indiegogo достигла своей цели по финансированию в течение дня после запуска, собрав почти 28 000 долларов.

## Обложка
На обложке альбома The Normal изображен Уилл Вуд в приглушенном наряде с розовой рубашкой, узорчатым галстуком и сплошным черным костюмом и брюками. Он стоит у окна с черными ставнями в белом доме, его глаза слегка увеличены с помощью Adobe Photoshop. Это фото сделала Анджелика Паскуали, а дом выбрали Вуд и Майк Диболд. Были сделаны различные позы, и в итоге Вуд машет рукой из окна. Вуд отредактировал контрастность этого изображения , сделав его бледным, окружив его темной рамкой с ретро-узором и потрескавшимся текстом. Этот стилистический выбор призван передать чувство юмора Вуда, который сам описывает обложку альбома как «черную комедию».

## Выпуск
Альбом получил 3 сингла: "Love, Me Normally", "Laplace's Angel" и "...Well, Better Than The Alternative". Только один из них, а точнее "Love, Me Normally" был спродюсирован Мэтт Сквайром, поскольку весь остальной альбом спродюсировал Джонатан Маисто. Все 3 сингла получили официальные видеоролики выложенные в 2019 году на Youtube.
10 июля 2020 года был выпущен полный альбом со всеми доступными треками.

## Наследие
The Normal Album стал одним из самых узнаваемых альбомов Уилла Вуда. Особенно взыскали популярность треки "I / Me / Myself", "Laplace,s Angel", "Love, Me Normally" и "2Econd 2Ight 2Eer".
Год спустя, за альбомом последовал документальный фильм "Что я сделал? (создание The Normal Album)". Документальный фильм изображает «абстрактную реконструкцию» создания альбома и является вторым документальным фильмом Вуда после «The Real Will Wood».

## Трек-лист
Все треки написаны Уиллом Вудом.
1. Suburbia Overture (6:16)
2. 2econd 2ight 2eer (3:26)
3. Laplace,s Angel (4:01)
4. I / Me / Myself (4:51)
5. ...Well, Better Than The Alternative (4:15)
6. Outliars and Hyppocrates: A Fun Fact About Apples (4:12)
7. BlackBoxWarrior – OKULTRA (4:54)
8. Marsha, Thankk You for the Dialectics, but I Need You to Leave (5:19)
9. Love, Me Normally (5:44)
10. Memento Mori: The Most Important Thing in the World (2:49)